# 法夫福克斯 (北卡羅萊納州羅伯遜縣)
法夫福克斯（英語：Five Forks）是位於美國北卡羅萊納州羅伯遜縣的非建制地區。

## 地理
法夫福克斯所處的海拔為高於海平面41米（即135英呎），而該地所採用的時區為UTC-5，即北美东部时区（EST）。同時該地設有夏令時間，為UTC-5調快一小時，即UTC-4（EDT）。